# Canton de Chaniers
Le canton de Chaniers est une circonscription électorale française du département de la Charente-Maritime créée par le décret du 27 février 2014 et entrée en vigueur lors des élections départementales de 2015.

## Histoire
Un nouveau découpage territorial de la Charente-Maritime entre en vigueur en mars 2015, défini par le décret du 27 février 2014, en application des lois du 17 mai 2013 (loi organique 2013-402 et loi 2013-403). Les conseillers départementaux sont, à compter de ces élections, élus au scrutin majoritaire binominal mixte. Les électeurs de chaque canton élisent au Conseil départemental, nouvelle appellation du Conseil général, deux membres de sexe différent, qui se présentent en binôme de candidats. Les conseillers départementaux sont élus pour 6 ans au scrutin binominal majoritaire à deux tours, l'accès au second tour nécessitant 12,5 % des inscrits au 1er tour. En outre la totalité des conseillers départementaux est renouvelée. Ce nouveau mode de scrutin nécessite un redécoupage des cantons dont le nombre est divisé par deux avec arrondi à l'unité impaire supérieure si ce nombre n'est pas entier impair, assorti de conditions de seuils minimaux. En Charente-Maritime, le nombre de cantons passe ainsi de 51 à 27.
Cette réforme dégage le nouveau canton de Chaniers, formé de communes issues des anciens cantons de Burie (l'intégralité des 10 communes), de Saintes-Est (2 communes), de Saintes-Nord (5 communes), et de Saint-Hilaire-de-Villefranche (l'intégralité des 10 communes). Avec ce redécoupage administratif, le territoire du canton s'affranchit des limites d'arrondissements, avec 17 communes incluses dans l'arrondissement de Saintes et 10 communes dans l'arrondissement de Saint-Jean-d'Angély. Le bureau centralisateur est fixé à Chaniers.

## Représentation
| Période élective | Période élective | Mandat | Mandat   | Identité          | Nuance | Nuance | Qualité |
| ---------------- | ---------------- | ------ | -------- | ----------------- | ------ | ------ | --- |
| 2015             | 2021             | 2015   | 2021     | Fabrice Barusseau |        | PS     | Professeur au collège de Burie Maire de Villars-les-Bois (depuis 2014) Ancien conseiller général du canton de Burie (2011-2015) |
| 2015             | 2021             | 2015   | 2021     | Corinne Grégoire  |        | DVG    | Maire de La Frédière |
| 2021             | 2028             | 2021   | en cours | Fabrice Barusseau |        | PS     | Député |
| 2021             | 2028             | 2021   | en cours | Corinne Etourneau |        | DVG    | Conseillère sortante |

### Résultats détaillés

#### Élections de mars 2015
À l'issue du 1er tour des élections départementales de 2015, trois binômes sont en ballottage : Fabrice Barusseau et Corinne Grégoire (Union de la Gauche, 32,03 %), Sylvie Bouletreau et René Escloupier (Union de la Droite, 30,93 %) et Sylviane Buisson et Claude Davy (FN, 29,06 %). Le taux de participation est de 50,96 % (8 613 votants sur 16 901 inscrits) contre 50,08 % au niveau départemental et 50,17 % au niveau national.
Au second tour, Fabrice Barusseau et Corinne Grégoire (Union de la Gauche) sont élus avec 39,55 % des suffrages exprimés et un taux de participation de 54,88 % (3 530 voix pour 9 277 votants et 16 903 inscrits).

#### Élections de juin 2021
Le premier tour des élections départementales de 2021 est marqué par un très faible taux de participation (33,26 % au niveau national). Dans le canton de Chaniers, ce taux de participation est de 35,45 % (6 208 votants sur 17 511 inscrits) contre 33,83 % au niveau départemental. À l'issue de ce premier tour, deux binômes sont en ballottage : Fabrice Barusseau et Corinne Etourneau (DVG, 38,87 %) et Éric Pannaud et Geneviève Thouard (DVC, 33,93 %).
Le second tour des élections est marqué une nouvelle fois par une abstention massive équivalente au premier tour. Les taux de participation sont de 34,3 % au niveau national, 34,56 % dans le département et 36,35 % dans le canton de Chaniers. Fabrice Barusseau et Corinne Etourneau (DVG) sont élus avec 51,97 % des suffrages exprimés (3 066 voix pour 6 365 votants et 17 512 inscrits),,.

## Composition
Le nouveau canton de Chaniers comprenait vingt-sept communes entières à sa création.
À la suite de la fusion, au 1er janvier 2019, de La Frédière et de Saint-Hilaire-de-Villefranche pour former la commune de Saint-Hilaire-de-Villefranche, le nombre de communes descend à 26.
| Nom                              | Code Insee | Intercommunalité                     | Superficie (km2) | Population (dernière pop. légale) | Densité (hab./km2) | Modifier                                    |
| -------------------------------- | ---------- | ------------------------------------ | ---------------- | --------------------------------- | ------------------ | ------------------------------------------- |
| Chaniers (bureau centralisateur) | 17086      | CA Saintes - Grandes Rives - L'Agglo | 26,53            | 3 634 (2022)                      | 137                | modifier les données · modifier les données |
| Aujac                            | 17023      | CC Vals de Saintonge Communauté      | 8,73             | 373 (2022)                        | 43                 | modifier les données · modifier les données |
| Aumagne                          | 17025      | CC Vals de Saintonge Communauté      | 20,50            | 699 (2022)                        | 34                 | modifier les données · modifier les données |
| Authon-Ébéon                     | 17026      | CC Vals de Saintonge Communauté      | 11,65            | 398 (2022)                        | 34                 | modifier les données · modifier les données |
| Bercloux                         | 17042      | CC Vals de Saintonge Communauté      | 9,35             | 447 (2022)                        | 48                 | modifier les données · modifier les données |
| Brizambourg                      | 17070      | CC Vals de Saintonge Communauté      | 21,26            | 978 (2022)                        | 46                 | modifier les données · modifier les données |
| Burie                            | 17072      | CA Saintes - Grandes Rives - L'Agglo | 9,19             | 1 337 (2022)                      | 145                | modifier les données · modifier les données |
| Bussac-sur-Charente              | 17073      | CA Saintes - Grandes Rives - L'Agglo | 9,98             | 1 313 (2022)                      | 132                | modifier les données · modifier les données |
| La Chapelle-des-Pots             | 17089      | CA Saintes - Grandes Rives - L'Agglo | 10,27            | 1 007 (2022)                      | 98                 | modifier les données · modifier les données |
| Chérac                           | 17100      | CA Saintes - Grandes Rives - L'Agglo | 29,88            | 1 135 (2022)                      | 38                 | modifier les données · modifier les données |
| Dompierre-sur-Charente           | 17141      | CA Saintes - Grandes Rives - L'Agglo | 8,29             | 483 (2022)                        | 58                 | modifier les données · modifier les données |
| Le Douhet                        | 17143      | CA Saintes - Grandes Rives - L'Agglo | 18,35            | 705 (2022)                        | 38                 | modifier les données · modifier les données |
| Écoyeux                          | 17147      | CA Saintes - Grandes Rives - L'Agglo | 20,34            | 1 380 (2022)                      | 68                 | modifier les données · modifier les données |
| Fontcouverte                     | 17164      | CA Saintes - Grandes Rives - L'Agglo | 11,58            | 2 313 (2022)                      | 200                | modifier les données · modifier les données |
| Juicq                            | 17198      | CC Vals de Saintonge Communauté      | 9,25             | 314 (2022)                        | 34                 | modifier les données · modifier les données |
| Migron                           | 17235      | CA Saintes - Grandes Rives - L'Agglo | 15,06            | 699 (2022)                        | 46                 | modifier les données · modifier les données |
| Nantillé                         | 17256      | CC Vals de Saintonge Communauté      | 10,78            | 326 (2022)                        | 30                 | modifier les données · modifier les données |
| Saint-Bris-des-Bois              | 17313      | CA Saintes - Grandes Rives - L'Agglo | 9,06             | 388 (2022)                        | 43                 | modifier les données · modifier les données |
| Saint-Césaire                    | 17314      | CA Saintes - Grandes Rives - L'Agglo | 10,41            | 894 (2022)                        | 86                 | modifier les données · modifier les données |
| Saint-Hilaire-de-Villefranche    | 17344      | CC Vals de Saintonge Communauté      | 25,08            | 1 350 (2022)                      | 54                 | modifier les données · modifier les données |
| Saint-Sauvant                    | 17395      | CA Saintes - Grandes Rives - L'Agglo | 7,05             | 514 (2022)                        | 73                 | modifier les données · modifier les données |
| Saint-Vaize                      | 17412      | CA Saintes - Grandes Rives - L'Agglo | 4,61             | 628 (2022)                        | 136                | modifier les données · modifier les données |
| Sainte-Même                      | 17374      | CC Vals de Saintonge Communauté      | 6,15             | 225 (2022)                        | 37                 | modifier les données · modifier les données |
| Le Seure                         | 17426      | CA Saintes - Grandes Rives - L'Agglo | 5,68             | 275 (2022)                        | 48                 | modifier les données · modifier les données |
| Vénérand                         | 17462      | CA Saintes - Grandes Rives - L'Agglo | 9,65             | 771 (2022)                        | 80                 | modifier les données · modifier les données |
| Villars-les-Bois                 | 17470      | CA Saintes - Grandes Rives - L'Agglo | 8,60             | 240 (2022)                        | 28                 | modifier les données · modifier les données |
| Canton de Chaniers               | 1702       |                                      | 337,28           | 22 826 (2022)                     | 68                 | modifier les données                        |

## Démographie
En 2022, le canton comptait 22 826 habitants, en évolution de +1,52 % par rapport à 2016 (Charente-Maritime : +4,04 %, France hors Mayotte : +2,11 %).
| 2013   | 2018   | 2022   |
| ------ | ------ | ------ |
| 22 336 | 22 507 | 22 826 |